# Reacher (serie televisiva)
Reacher è una serie televisiva statunitense creata da Nick Santora, ed è basata sul personaggio di Jack Reacher creato da Lee Child e interpretato da Alan Ritchson. Ogni stagione della serie è un adattamento di un diverso romanzo dell'autore.

## Trama
Jack Reacher è un ex maggiore della polizia militare dell'esercito americano con una vasta esperienza investigativa e di combattimento che ora vive come un ramingo, viaggiando di città in città attraverso gli Stati Uniti.

### Prima stagione
Dopo essere giunto, a bordo di un bus, nella cittadina di Margrave, in Georgia, alla ricerca di notizie sul bluesman Blind Blake, viene accusato e arrestato ingiustamente per omicidio. Quando viene liberato, decide, con una iniziale riluttanza, di collaborare con gli onesti agenti di polizia, Oscar Finlay e Roscoe Conklin, per indagare su una complessa operazione di denaro falso che coinvolge funzionari corrotti del dipartimento di Polizia, politici locali e un ricco potente magnate degli affari e suo figlio.

### Seconda stagione
Reacher viene contattato da Neagley per recarsi a New York City quando uno degli ex compagni della squadra investigativa dell'esercito viene ucciso in circostanze misteriose. Riunisce quindi la sua vecchia squadra, l'Unità Speciale di Investigazione del 110º Battaglione di Polizia Militare (MP),  per trovare gli assassini e vendicare il loro amico. 

### Terza stagione
Dopo aver salvato un ragazzo da un tentativo di rapimento, Reacher si trova ad avere a che fare con suo padre, trafficante con la copertura del commercio di tappeti, e il suo entourage di guardie ed assassini. Tutto è architettato da alcuni agenti della DEA che sospettano che il commercio nasconda un traffico di droga mentre Reacher accetta di lavorare sotto copertura per rintracciare un criminale che credeva di avere ucciso in passato.

## Episodi
| Stagione         | Episodi | Pubblicazione |
| ---------------- | ------- | ------------- |
| Prima stagione   | 8       | 2022          |
| Seconda stagione | 8       | 2023-2024     |
| Terza stagione   | 8       | 2025          |

## Personaggi e interpreti

### Personaggi principali
- Jack Reacher, interpretato da Alan Ritchson e doppiato da Andrea Mete.
- Frances Neagley, interpretata da Maria Sten e doppiata da Mattea Serpelloni: ex investigatrice dell'esercito che ha lavorato con Reacher, ora impiegata come investigatrice privata.

#### Prima stagione
- Oscar Finlay, interpretato da Malcolm Goodwin e doppiato da Fabrizio De Flavis: capitano e capo detective del Margrave Police Department. Ex poliziotto di Boston, sta lottando sia con un recente lutto che con la sua vecchia abitudine al tabacco. Appare come guest star in una puntata della seconda stagione.
- Roscoe Conklin, interpretata da Willa Fitzgerald e doppiata da Elena Perino: capitano del Margrave Police Department prima dell'assunzione di Finley, con un forte senso di idealismo e un dono per le indagini.
- KJ Kliner, interpretato da Chris Webster e doppiato da Alessandro Campaiola: il figlio viziato di Kliner.
- Sindaco Grover Teale, interpretato da Bruce McGill e doppiato da Ennio Coltorti: capo della polizia corrotto e scagnozzo di Kliner.

#### Seconda stagione
- Karla Dixon, interpretata da Serinda Swan e doppiata da Guendalina Ward: contabile forense nella gestione del rischio aziendale, che ha prestato servizio con Reacher.
- David O'Donnell, interpretato da Shaun Sipos e doppiato da Gabriele Lopez: avvocato con famiglia che ha prestato servizio con Reacher.
- A.M., interpretato da Ferdinand Kingsley e doppiato da Edoardo Stoppacciaro: esperto mercenario che viaggia sotto molteplici indentità.
- Shane Langston, interpretato da Robert Patrick e doppiato da Pasquale Anselmo: ex detective della polizia di New York, ora a capo della sicurezza della New Age, azienda appaltatrice della Difesa.
- Marlo Burns, interpretata da Christina Cox e doppiata da Barbara De Bortoli: direttore operativo della New Age.

#### Terza stagione
- Susan Duffy, interpretata da Sonya Cassidy e doppiata da Gemma Donati, agente della DEA che recluta Reacher per infiltrarsi a casa del trafficante Zachary Beck per salvare una sua informatrice.
- Guillermo Villanueva, interpretato da Roberto Montesinos e doppiato da Stefano Thermes, il cauto e più anziano collega di Duffy, che cerca di evitare che si autodistrugga per la sua missione.
- Zachary Beck, interpretato da Anthony Michael Hall e doppiato da Stefano Mondini, ricco commerciante di tappeti, che in realtà usa il suo business per coprire traffici più loschi.
- Richard Beck, interpretato da Johnny Berchtold e doppiato da Lorenzo Crisci, il gracile e spaventato figlio di Zachary, precedentemente vittima di rapimento, in cui perse un orecchio, cercherà aiuto in Reacher, suo salvatore.
- Paul "Paulie" Van Hoven, interpretato da Olivier Richters e doppiato da Giacomo Bartoccioli, l'imponente e arrogante guardiano della magione di Beck, entrerà fin da subito in conflitto con Reacher.

### Personaggi secondari
- Dawson Kliner (stagione 1), interpretato di A.J. Simmons. Cugino di KJ, violento e psicotico.
- Stevenson (stagione 1), interpretato da Jonathan Koensgen.
- Paul Hubble (stagione 1), interpretato da Marc Bendavid e doppiato da Marco Vivio. Un banchiere invischiato in un'organizzazione di contraffazione.
- Charlie Hubble (stagione 1), interpretata da Kristin Kreuk e doppiata da Selvaggia Quattrini. È la moglie di Paul.
- Kliner Sr. (stagione 1), interpretato da Currie Graham e doppiato da Dario Oppido. Proprietario delle Kliner Industries e una figura potente a Margrave.
- Mosley (stagione 1), interpretato da Willie C. Carpenter e doppiato da Toni Garrani. Un anziano barbiere con un segreto da nascondere.
- Baker (stagione 1), interpretato da Hugh Thompson. Uno dei tanti poliziotti corrotti nell'MPD.
- Jasper (stagione 1), interpretato da Harvey Guillén e doppiato da Emanuele Ruzza. Il medico legale di Margrave.

## Produzione
Amazon Studios acquista a luglio 2021 i diritti per adattare i libri di Lee Child a delle serie televisive e affida lo sviluppo a Nick Santora, anche sceneggiatore della prima stagione, showrunner della serie e produttore esecutivo con Christopher McQuarrie.
La prima stagione di otto episodi, basata su Zona pericolosa, il romanzo d'esordio di Child del 1997, è stata pubblicata su Prime Video il 4 febbraio 2022.
La serie è stata rinnovata per una seconda stagione a febbraio 2022, stavolta basata su Vendetta a freddo, con la pubblicazione annunciata per il 15 dicembre 2023.
Nel dicembre 2023, prima dell'uscita della seconda stagione, Prime Video ha comunicato il rinnovo per una terza stagione, successivamente viene confermato che si baserà su La vittima designata.
Il 9 ottobre 2024 Amazon Video, annunciando l'uscita della terza stagione a partire dal 20 febbraio 2025, dichiara il rinnovo la serie anche per la quarta stagione.